# Карено
Карено је насеље у Италији у округу Леко, региону Ломбардија.
Према процени из 2011. у насељу је живело 1391 становника. Насеље се налази на надморској висини од 647 м.

## Становништво
| 1951. | 1961. | 1971. | 1981. | 1991. | 2001. | 2011. |
| ----- | ----- | ----- | ----- | ----- | ----- | ----- |
| 1.436 | 1.315 | 1.272 | 1.283 | 1.298 | 1.459 | 1.496 |